# 东安街道 (大庆市)
东安街道，是中华人民共和国黑龙江省大庆市萨尔图区下辖的一个乡镇级行政单位。

## 行政区划
东安街道下辖以下地区：
安民社区、翠庭社区、东安社区、安康社区、府明社区、万宝社区、万隆社区和万兴社区。